# Johan Ängel den äldre
Johan Ängel den äldre var en svensk riddare.

## Biografi
Johan Ängel nämns 1250 som riddare då han nämns i drottning Katarinas testamente.

## Familj
Johan Ängel var gift och fick barnen ärkebiskopen Folke Johansson (Ängel) i Uppsala stift, ärkedjäknen Bengt Johansson (Ängel) i Uppsala, riddaren Karl Johansson (Ängel) och riddaren Magnus Johansson (Ängel).
Han fick även dottern Katarina Johansdotter (Ängel) som var gift med riddaren Erland Israelsson (Finstaätten).